# Salts als Jocs Olímpics d'estiu de 1980

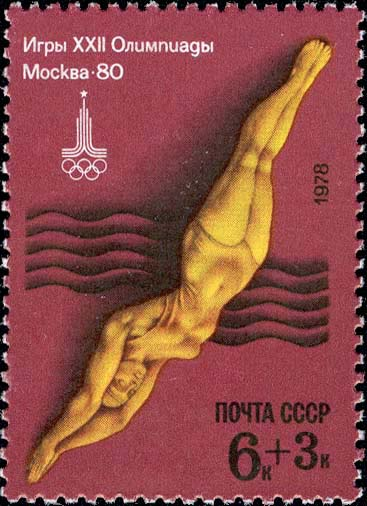
Segell postal de la Unió Soviètica.

Als Jocs Olímpics d'Estiu de 1980 celebrats a la ciutat de Moscou (Unió Soviètica) es disputaren quatre proves de salts, dues en categoria masculina i dues en categoria femenina. La competició es desenvolupà entre els dies 20 i 29 de juliol de 1980 a la Piscina Olímpica de la ciutat soviètica.

## Comitès participants
Hi participaren un total de 67 saltadors, 34 homes i 33 dones, de 23 comitès nacionals diferents.
| - Austràlia (4) - Àustria (2) - Brasil (1) - Bulgària (2) - Cuba (2) - Dinamarca (1) - Espanya (3) | - França (1) - Hongria (2) - Itàlia (1) - Kuwait (1) - Mèxic (6) - Polònia (2) - Regne Unit (6) | - RDA (9) - República Dominicana (2) - Romania (3) - Suècia (2) - Txecoslovàquia (2) - Unió Soviètica (12) - Zimbàbue (3) |

## Resum de medalles

### Categoria masculina
| Prova                       | Or                | Argent           | Bronze             |
| Trampolí de 3 m. Detalls    | Aleksandr Portnov | Carlos Giron     | Giorgio Cagnotto   |
| Plataforma de 10 m. Detalls | Falk Hoffmann     | Vladimir Aleynik | David Ambartsumyan |

### Categoria femenina
| Prova                       | Or              | Argent           | Bronze         |
| Trampolí de 3 m. Detalls    | Irina Kalinina  | Martina Pröeber  | Karin Guthke   |
| Plataforma de 10 m. Detalls | Martina Jäschke | Servard Emirzian | Liana Tsotadze |

## Medaller
| Posició | País           | Or | Argent | Bronze | Total |
| 1       | Unió Soviètica | 2  | 2      | 2      | 6     |
| 2       | RDA            | 2  | 1      | 1      | 4     |
| 3       | Mèxic          | 0  | 1      | 0      | 1     |
| 4       | Itàlia         | 0  | 0      | 1      | 1     |